# North Port
North Port es una ciudad ubicada en el condado de Sarasota en el estado estadounidense de Florida. En el Censo de 2010 tenía una población de 57.357 habitantes y una densidad poblacional de 212,62 personas por km².

## Geografía
North Port se encuentra ubicada en las coordenadas 27°3′29″N 82°11′53″O / 27.05806, -82.19806. Según la Oficina del Censo de los Estados Unidos, North Port tiene una superficie total de 269.77 km², de la cual 257.9 km² corresponden a tierra firme y (4.4%) 11.87 km² es agua.

## Demografía
Según el censo de 2010, había 57.357 personas residiendo en North Port. La densidad de población era de 212,62 hab./km². De los 57.357 habitantes, North Port estaba compuesto por el 87.6% blancos, el 7.01% eran afroamericanos, el 0.27% eran amerindios, el 1.16% eran asiáticos, el 0.06% eran isleños del Pacífico, el 1.74% eran de otras razas y el 2.17% pertenecían a dos o más razas. Del total de la población el 8.72% eran hispanos o latinos de cualquier raza.